# 4月15日 (旧暦)
旧暦4月15日は旧暦4月の15日目である。六曜は赤口である。

## できごと
- 延暦21年（ユリウス暦802年5月19日） - 蝦夷の頭領・阿弖流爲が征夷大将軍・坂上田村麻呂に降伏
- 貞観元年（ユリウス暦859年5月20日） - 天安より貞観に改元
- 延喜5年（ユリウス暦905年5月21日） - 醍醐天皇の命により紀貫之らが『古今和歌集』を撰進
- 永観元年（ユリウス暦983年5月29日） - 天元より永観に改元
- 天福元年（ユリウス暦1233年5月25日） - 地震のため、貞永より天福に改元
- 享保元年（グレゴリオ暦1716年6月4日） - 江戸幕府が、東海道・中山道・日光道中・奥州道中・甲州道中の五街道の呼称を布達
- 享保15年（グレゴリオ暦1730年5月31日） - 江戸幕府が、上米の制を停止し、参勤交代の期間を元の1年おきに戻す

## 誕生日
- 久寿2年（ユリウス暦1155年5月17日） - 慈円、天台宗の僧・歌人（+ 1225年）
- 弘化4年（グレゴリオ暦1847年5月29日） - 内藤鳴雪、俳人（+ 1926年）
- 慶応3年（グレゴリオ暦1867年5月18日） - 南方熊楠、植物学者・民俗学者（+ 1941年）

## 忌日
- 欽明天皇33年（ユリウス暦571年5月24日） - 欽明天皇[要出典]、29代天皇

## 記念日・年中行事
- 灌仏会（東南アジア・南アジア）